# Madejski Stadium
El Madejski Stadium es un estadio de fútbol en Reading, Inglaterra, donde el Reading Football Club juega sus partidos como local.
Además, es el estadio en el cual juega como local el equipo de rugby de los London Irish. Teniendo este equipo un acuerdo de explotación hasta el año 2026.
- Datos: Q31656
- Multimedia: Madejski Stadium / Q31656